# Nazionale maschile di calcio a 5 della Scozia
La nazionale di calcio a 5 scozzese è, in senso generale, una qualsiasi delle selezioni nazionali di Calcio a 5 della Scottish Football Association  che rappresentano la Scozia nelle varie competizioni ufficiali o amichevoli riservate a squadre nazionali.

## Risultati nelle competizioni internazionali

### FIFA Futsal World Cup
| Anno e luogo | Piazzamento     | Pd | V | N | P | GF | GS |
| ------------ | --------------- | -- | - | - | - | -- | -- |
| 2016         | Non qualificata | -  | - | - | - | -  | -  |
| 2020         | Non qualificata | -  | - | - | - | -  | -  |
| Totale       | 0/2             | -  | - | - | - | -  | -  |

### UEFA Futsal Championship
| Anno e luogo | Piazzamento     | Pd | V | N | P | GF | GS |  |
| ------------ | --------------- | -- | - | - | - | -- | -- |  |
| 2014         | Non presente    | -  | - | - | - | -  | -  |  |
| 2016         | Non qualificata | 3  | 0 | 0 | 3 | 2  | 25 |  |
| 2018         | Non qualificata | 3  | 0 | 0 | 3 | 4  | 23 |  |
| 2022         |                 | -  | - | - | - | -  | -  |  |
| Totale       | 0/5             | -  | - | - | - | -  | -  |  |